# Очисний комплекс

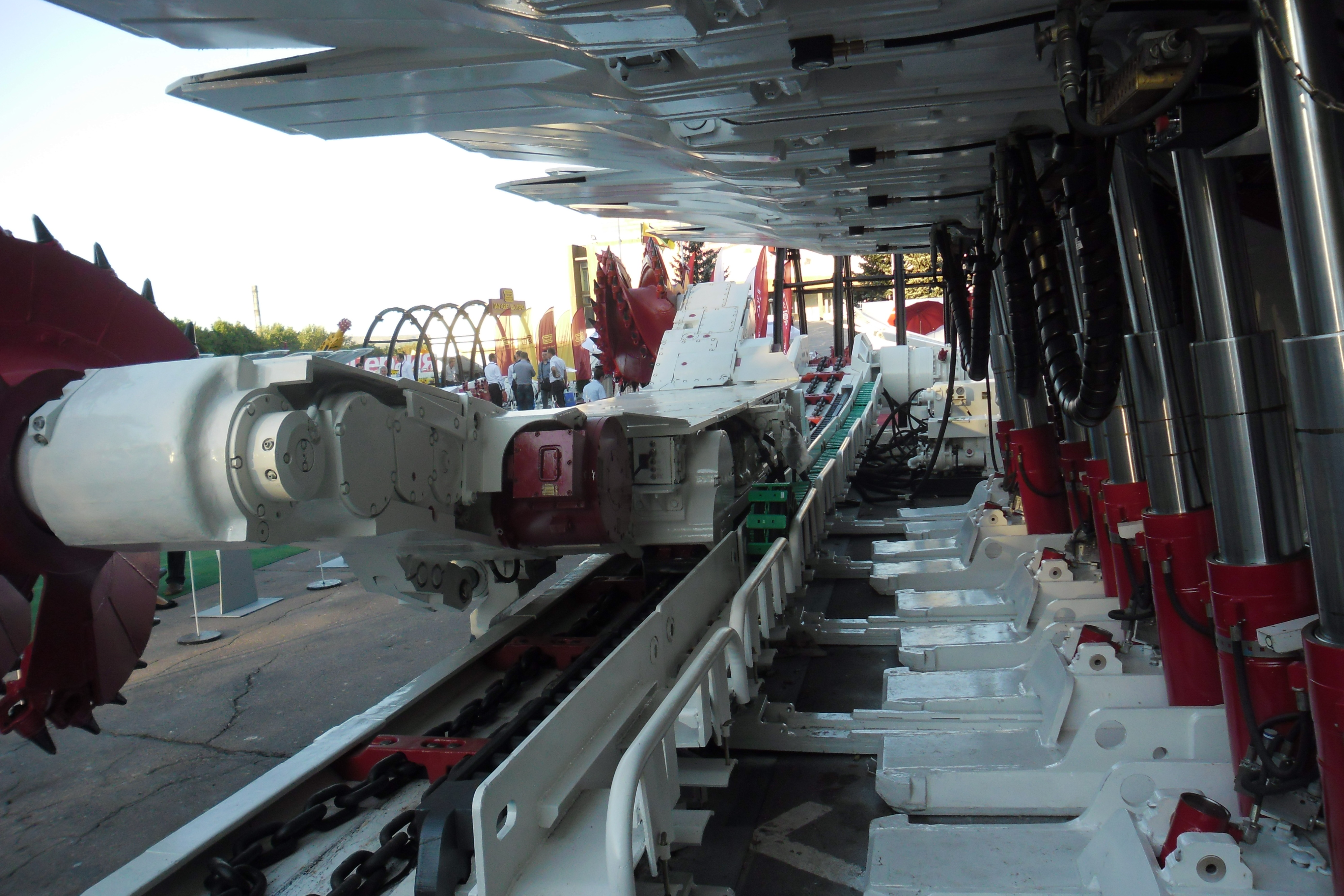

Очисний комплекс (рос. очистной комплекс, англ. stoping system, coal face system; нім. Gewinnungskomplex m) — комплект індивідуальних і комбінованих гірничих машин і механізмів, який комплексно механізує в очисному вибої процеси виймання й доставки корисної копалини, кріплення та управління покрівлею. До складу очисних комплексів входять: механізоване кріплення, видобувний комбайн чи стругова установка, скребковий конвеєр, маслостанція, блок управління комплексом, інше устаткування.
Виділяють дві основні групи очисних комплексів для довгих очисних вибоїв: для виїмки пластів з кутами падіння до 35° і понад 35°.
Очисні комплекси охоплюють широкий діапазон пластів за потужністю (від 0,7—0,95 до 10 м). Ефективність роботи очисного комплексу залежить від відповідності його гірничо-геологічним умовам і технічним вимогам експлуатації. Основні дані, які враховуються при виборі очисного комплексу: потужність пласта, кут падіння, опір вугілля різанню, властивості бічних порід.
Деякі вітчизняні комплекси: 2КД-90 (видобуток 1543 т/добу), 3КД-90 (1351 т/добу), 2 КМТ (1039 т/добу), КМТ 1,5 (1022 т/добу). В Україні одержали також розповсюдження очисні комплекси виробництва Росії (КМТ 500 — 963 т/добу), Польщі («Глінік» — 1242 т/добу; «Фазос» — 389 т/добу), Словаччини (BMV-14 — 15,42 т/добу). В Україні одним з найпоширеніших є механізований комплекс МКД-90, який складається із кріплення КД-90, комбайна КА-90 і конвеєра СПЦ162. Продуктивність комплексу 2000-3000 т/добу (максимально — до 7000 т/добу).